# Alfa Romeo Tipo 308
Alfa Romeo Tipo 308/312/316 är en serie tävlingsbilar, tillverkade av den italienska biltillverkaren Alfa Romeo mellan 1938 och 1939.

## Utveckling
Inför säsongen 1938 hade motorstorleken på Grand prix-bilar begränsats till tre liter. Sedan Vittorio Janos Tipo C-bilar misslyckats med att matcha de tyska Silverpilarna fokuserade Alfa Romeo på den mindre Alfettan, men de större bilarna uppdaterades ändå med nya motorer enligt trelitersformeln.

### Tipo 308
Bilen inledde säsongen 1938 som Tipo 308med en trelitersversion av den raka åttan från 8C-2900. Bilen hade lådbalksramen från 8C-35 försedd med ny kaross. 

### Tipo 312
Senare under 1938 kom Tipo 312 med fackverksramen och V12-motorn från 12C-37.

### Tipo 316
En tredje version var Tipo 316. Här hade Alfa Romeo byggt en V16 motor genom att placera två åttacylindriga motorblock på ett gemensamt vevhus. Ingen av dessa trelitersbilar var särskilt framgångsrik och teamet valde att koncentrera sina resurser på Alfettan istället.

## Tekniska data
| Tekniska data         | Tipo 308                                                         | Tipo 312                                                         | Tipo 316                                                         |
| --------------------- | ---------------------------------------------------------------- | ---------------------------------------------------------------- | ---------------------------------------------------------------- |
| Motor:                | 8-cylindrig radmotor                                             | 12-cylindrig 60° V-motor                                         | 16-cylindrig 60° V-motor                                         |
| Cylindervolym:        | 2991 cm³                                                         | 2995 cm³                                                         | 2958 cm³                                                         |
| Borrning x slaglängd: | 69 x 100 mm                                                      | 66 x 73 mm                                                       | 58 x 70 mm                                                       |
| Max effekt:           | 295 hk                                                           | 320 hk                                                           | 350 hk                                                           |
| Ventilstyrning:       | 2 överliggande kamaxlar per cylinderrad, 2 ventiler per cylinder | 2 överliggande kamaxlar per cylinderrad, 2 ventiler per cylinder | 2 överliggande kamaxlar per cylinderrad, 2 ventiler per cylinder |
| Överladdning:         | Roots-kompressor                                                 | Roots-kompressor                                                 | Roots-kompressor                                                 |
| Växellåda:            | 4-växlad manuell, transaxel                                      | 4-växlad manuell, transaxel                                      | 4-växlad manuell, transaxel                                      |
| Hjulupphängning fram: | Individuell typ Dubonnet, skruvfjädrar                           | Individuell typ Dubonnet, skruvfjädrar                           | Individuell typ Dubonnet, skruvfjädrar                           |
| Hjulupphängning bak:  | Pendelaxel, tvärliggande bladfjäder                              | Pendelaxel, tvärliggande bladfjäder                              | Pendelaxel, tvärliggande bladfjäder                              |
| Bromsar:              | Hydrauliska trumbromsar                                          | Hydrauliska trumbromsar                                          | Hydrauliska trumbromsar                                          |
| Chassi & kaross:      | Lådbalksram med aluminiumkaross                                  | Fackverksram med aluminiumkaross                                 | Fackverksram med aluminiumkaross                                 |
| Hjulbas:              | 280 cm                                                           | 280 cm                                                           | 280 cm                                                           |
| Torrvikt:             | Ca 870 kg                                                        | Ca 870 kg                                                        | Ca 870 kg                                                        |

## Tävlingsresultat
Till säsongen 1938 hade Alfa Romeo sagt upp kontraktet med det tidigare fabriksstallet Scuderia Ferrari för att tävla i egen regi med Alfa Corse. Tipo 308 debuterade i Paus Grand Prix, där Tazio Nuvolari råkade ut för en olycka med en läckande bränsletank. Det blev droppen för Alfas mångårige stjärnförare som lämnade stallet för tyska Auto Union. Trelitersbilarnas framgångar under säsongerna 1938 och 1939 begränsades till några enstaka segrar i mindre tävlingar utanför Europamästerskapet för Grand Prix-förare.
Flera av bilarna såldes både före och efter andra världskriget till Nord- och Sydamerika. Tipo 308-modellen deltog i flera Indy 500-lopp, med en sjätteplats för Louis Durant 1946 som bästa resultat.